# Caner Erkin
Caner Erkin (Balequessir, 4 de outubro de 1988) é um futebolista profissional turco que atua como lateral-esquerdo. Atualmente, joga pelo Başakşehir.

## Carreira
Caner Erkin fez parte do elenco da Seleção Turca de Futebol da Eurocopa de 2016.